# Five Leaves Left
Five Leaves Left är Nick Drakes första studioalbum, utgivet av Island Records 1 september 1969.

## Låtlista
Sida 1
1. "Time Has Told Me" – 4:27
2. "River Man" – 4:21
3. "Three Hours" – 6:16
4. "Way to Blue" – 3:11
5. "Day is Done" – 2:29

Sida 2
1. "Cello Song" – 4:49
2. "The Thoughts of Mary Jane" – 3:22
3. "Man in a Shed" – 3:55
4. "Fruit Tree" – 4:50
5. "Saturday Sun" – 4:03

Alla låtar är skrivna av Nick Drake.

## Medverkande
- Nick Drake – sång, akustisk gitarr, piano

Bidragande musiker
- Richard Thompson – elgitarr
- Paul Harris – piano
- Danny Thompson – ståbas
- Rocky Dzidzornu – congas
- Clare Lowther – cello
- Tristan Fry – trummor, vibrafon
- Robert Kirby – arrangering
- Harry Robertson – arrangering

Produktion
- Joe Boyd – musikproducent
- John Wood – ljudtekniker
- Simon Heyworth – mastering